# خبرنگاران ویژه
«خبرنگاران ویژه» (انگلیسی: Special Correspondents) فیلمی بریتانیایی به کارگردانی ریکی جرویس است که در سال ۲۰۱۶ منتشر شد.